# Zgornja Kungota
Zgornja Kungota – wieś w Słowenii, siedziba administracyjna gminy Kungota. 1 stycznia 2018 liczyła 487 mieszkańców.